# Corale Alpina Savonese
Pour les articles homonymes, voir Alpina.
Le  Corale Alpina Savonese  est un ensemble vocal italien, chœur d'hommes fondé en 1949 en musique traditionnelle, et spécialisé dans l'interprétation de la musique vocale traditionnelle italienne a cappella.
Le chœur est placé sous la direction de Eugenio Alipede depuis 1987.

## Histoire
La chorale a été fondée en novembre 1949 par un groupe d’étudiants universitaires passionnés par les chants de montagne. La chorale se produisit en public dès 1951, dans un premier temps dans le milieu local, ensuite au niveau national et international.
Elle a participé à de nombreux concours de chant, en obtenant  de bons classements et jugements.
Un important festival est organisé au Théâtre Communal Gabriello Chiabrera de Savone depuis 1978 ; de fameux chœurs, tels que  « I Crodaioli »  de Arzignano, sous la direction de  Bepi De Marzi, auteur du  chant  « Signore delle Cime », traduit en plusieurs langues, et le « Coro della Brigata Alpina Taurinense » (Chœur de la Brigade Alpine « Taurinense ») se sont produits dans les différentes éditions.
À partir de 1969,  les récitals à l’étranger ont démarré en France, à Grenoble, et au château Lesdiguières de Vizille. Depuis 1983 la chorale s’est produite 6 fois (en 1983, 1988, 1989, 1993, 1997 e 2002 à Villingen-Schwenningen en Forêt-Noire en Allemagne, jumelée avec Savone.
En 1985 elle produisit une série de concerts à Reutlingen, toujours en Allemagne.
En mai 2006 l’exhibition dans la cathédrale d’Orange, en France, fut accueillie par le chœur La Clé des Chants.
Elle a participé à de nombreux festivals nationaux et internationaux, dont une participation récente  au Festival International Singen in den Bergen à Wolfsberg (Autriche). En 2005 et 2006 elle participa à l’ « International Choir Festival »  à Val Pusteria (8e et 9e éditions), où se produisirent d’importants chœurs provenant de toute Europe et du monde entier.
Deux concerts très particuliers sont à mentionner : en 1960 à Imperia (Italie) en l’honneur d'Achille Compagnoni, le conquérant italien du K2, et en 1972 à Savone, à bord du destroyer « Intrepido » l’occasion de la remise du Drapeau de Combat.

## Répertoire
Le répertoire embrasse les chants alpins, les Negro spiritual, les chants folkloriques et la réorchestration de chansons fameuses, des chants sacrés et des morceaux de la tradition régionale.

## Discographie
Les productions de la Chorale sont actuellement de deux enregistrements  vinyle, audio cassette et CD :
- 1996 -  CD - Corale Alpina Savonese
- 1981 – Da i munti au mä - Vinyle “Des Montages à la Mer”

La chorale est actuellement en train d’enregistrer des morceaux qui seront inscrits dans un nouvel album dont la sortie est prévue vers la fin de l’année 2008.